# Jean Janssens
Pour les articles homonymes, voir Jean Janssens (homonymie) et Janssens.
Jean Janssens, né le 28 septembre 1944, est un footballeur belge.

## Biographie
Sa carrière se déroule essentiellement au KSK Beveren. 
Il remporte le Soulier d'Or en 1979. 
Huit fois sélectionné pour l'équipe nationale belge de 1969 à 1979, il inscrit un but lors de son dernier match pour la Belgique. 

## Carrière
- 1967-1982 :  KSK Beveren
- 1982-1985 :  KSV Bornem

## Palmarès
- Champion de Belgique en 1979
- Vainqueur de la Coupe de Belgique en 1978
- Finaliste de la Coupe de Belgique en 1980

## Récompense individuelle
- Soulier d'Or en 1979